# Веселина (певица)
Вижте пояснителната страница за други личности с името Веселина.
Веселина Христова Иванова, по-известна само като Веселина, е българска попфолк и фолклорна певица.

## Биография
Изпълнителката е родена на 2 ноември 1987 г. във Враца. Завършва СОУ „Отец Паисий“ в града в музикална паралелка с народно пеене. След това продължава образованието си в Академията за музикално, танцово и изобразително изкуство в Пловдив, където успешно защитава бакалавърска степен по специалността „Народно пеене“. Певицата се дипломира и в магистърска програма по информационни и комуникационни технологии в образованието на Софийския университет „Климент Охридски“.

## Музикална кариера
Започва да свири на акордеон и пиано, а от 17-годишна започва да пее в различни заведения из страната, трупайки опит и репертоар. През 2010 г. става част от каталога на музикална компания Diapason Records. Там успоредно с попфолк записва и фолклор. Тя притежава характерен кадифен глас, отлично школуван в различни жанрове, и изпълнява богат и разнороден репертоар – попфолк, песни от различни балкански държави, български фолклор от всички области, поп музика, световни евъргрийни и българска естрада. Изявява се и като текстописка на някои от песните си.

## Дискография

### Студийни албуми
- Избери си (2013)